# Dichaetomyia varicolor
Dichaetomyia varicolor är en tvåvingeart som först beskrevs av Stein 1920.  Dichaetomyia varicolor ingår i släktet Dichaetomyia och familjen husflugor. Inga underarter finns listade i Catalogue of Life.